# Decora lux aeternitatis auream

I santi Pietro e Paolo raffigurati con croce e spada, simboli del martirio - tela attribuita a Giovanni Bilivert (1622-1652) nella chiesa di Santa Caterina a Sassari

Decora lux aeternitatis auream o, più brevemente, Decora lux è un inno della tradizione liturgica cattolica che celebra gli apostoli Pietro e Paolo e commemora il loro martirio in nome della fede.
La composizione è attribuita ad Elpide, moglie del filosofo latino Severino Boezio, morta intorno al 493. Altre fonti individuano l'autore in Paolino d'Aquileia, morto nell'802.
Il testo originario fu considerevolmente alterato nella revisione del 1632 al Breviario Romano, con papa Urbano VIII. In precedenza il primo verso recitava: Aurea luce et decore roseo.
L'inno completo è articolato in sei strofe, compresa la dossologia. È recitato o cantato nella festività dei santi Pietro e Paolo, il 29 giugno. Più in particolare, la prima, seconda, quinta e sesta strofa si cantano durante i Vespri, la terza e la quarta nelle Lodi.
La quarta strofa viene recitata o cantata anche ai Vespri nel giorno dedicato alla Conversione di San Paolo, il 25 gennaio.

## Testo
| Testo latino | Traduzione italiana |
| --- | --- |
| Decora lux æternitatis, auream Diem beatis irrigavit ignibus, Apostolorum quæ coronat Principes, Reisque in astra liberam pandit viam. Mundi Magister, atque cœli Janitor, Romæ parentes, arbitrique Gentium, Per ensis ille, hic per crucis victor necem Vitæ senatum laureati possident. Beate Pastor Petre, clemens accipe Voces precantum, criminumque vincula Verbo resolve, cui potestas tradita, Aperire terris cœlum, apertum claudere. Egregie Doctor Paule, mores instrue, Et nostra tecum pectora in cœlum trahe; Velata dum meridiem cernat fides, Et solis instar sola regnet caritas. O Roma felix, quæ duorum Principum Es consecrata glorioso sanguine Horum cruore purpurata ceteras Excellis orbis una pulchritudines. Sit Trinitati sempiterna gloria, Honor, potestas, atque jubilatio, In unitate quae gubernat omnia, Per universa aeternitatis sæcula. | La bella luce dell'eternità irrigò con beati raggi l'aureo giorno che corona i Principi degli Apostoli e (che) ai peccatori in cielo apre una libera strada. Il Maestro del mondo e il Custode della porta celeste, Padri di Roma e Arbitri delle Genti, vincitore quello per (morte) di spada, questo per morte di croce, siedono nel convivio della vita (eterna), ornati di alloro. O beato pastore Pietro, accogli clemente le voci dei supplici e le catene dei peccati sciogli con la tua parola, a cui (è) attribuito il potere di aprire alle terre il cielo (e, se) aperto, di chiuderlo. O egregio dottore Paolo, insegna le leggi e i nostri spiriti attira con te al cielo, fin quando l'oscurata fede scorga il mezzodì e la sola carità regni a somiglianza del sole. O Roma fortunata, che sei consacrata col glorioso sangue dei due Principi, (e) imporporata col loro sangue: solo per ciò sovrasti le altre bellezze del mondo. Sia gloria eterna, onore, potenza e giubilo alla Trinità, che in unità ogni cosa governa per tutti i secoli dell'eternità. |